# Aloe albida x saundersii
Aloe albida x saundersii é uma espécie de liliopsida do gênero Aloe, pertencente à família Asphodelaceae.